# Leroy Watson
Leroy Watson (* 6. Juli 1965 in Broseley, Shropshire) ist ein britischer Bogenschütze.
Watson nahm an den Olympischen Spielen 1988 in Seoul teil; er wurde im Einzel 18. und konnte mit der britischen Mannschaft die Bronzemedaille gewinnen.
Watson schießt für die Stafford Archers.